# 长矛拟隆胎鳚
長矛擬隆胎鳚（學名：Emblemariopsis lancea），為輻鰭魚綱鳚形目煙管鳚科擬隆胎鳚屬的一種，分布於西大西洋多明尼加南部到格瑞納達和托巴哥海域，深度1至15公尺，本魚身體伸長，頭部和鼻子短而鈍，沒有刺，鼻子有一對光滑的骨脊，眼上方有1條短而不分支觸鬚，鼻觸鬚短，口腔頂部兩側各有一排牙齒，無側線、無鱗片，背鰭硬棘19-21枚、背鰭軟條10-13枚、臀鰭硬棘2枚、臀鰭軟條19-21枚，體長可達2.4公分，棲息在珊瑚礁區，通常躲在海綿中，以浮游動物為食，雌魚產附著性卵，由雄魚守護魚卵，生活習性不明。